# Лагролет-дю-Жер
Лагроле́т-дю-Жер (фр. Lagraulet-du-Gers) — коммуна во Франции, находится в регионе Юг — Пиренеи. Департамент — Жер. Входит в состав кантона Монреаль. Округ коммуны — Кондом.
Код INSEE коммуны — 32180.

## География
Коммуна расположена приблизительно в 580 км к югу от Парижа, в 105 км западнее Тулузы, в 45 км к северо-западу от Оша.
По территории коммуны протекает река Озу.

## Климат
Климат умеренно-океанический. Лето жаркое и немного дождливое, температура часто превышает 35 °С. Зимой часто бывает отрицательная температура и ночные заморозки. Годовое количество осадков — 700—900 мм.

## Население
Население коммуны на 2010 год составляло 458 человек.
| 1962 | 1968 | 1975 | 1982 | 1990 | 1999 | 2010 |
| ---- | ---- | ---- | ---- | ---- | ---- | ---- |
| 575  | 545  | 410  | 427  | 395  | 382  | 458  |

## Администрация
| Период | Период | Фамилия      | Партия | Примечания |
| ------ | ------ | ------------ | ------ | ---------- |
| 2001   | 2020   | Николя Мелье |        |            |

## Экономика
В 2010 году среди 274 человек трудоспособного возраста (15-64 лет) 194 были экономически активными, 80 — неактивными (показатель активности — 70,8 %, в 1999 году было 63,5 %). Из 194 активных жителей работали 176 человек (87 мужчин и 89 женщин), безработных было 18 (8 мужчин и 10 женщин). Среди 80 неактивных 20 человек были учениками или студентами, 38 — пенсионерами, 22 были неактивными по другим причинам.

## Фотогалерея

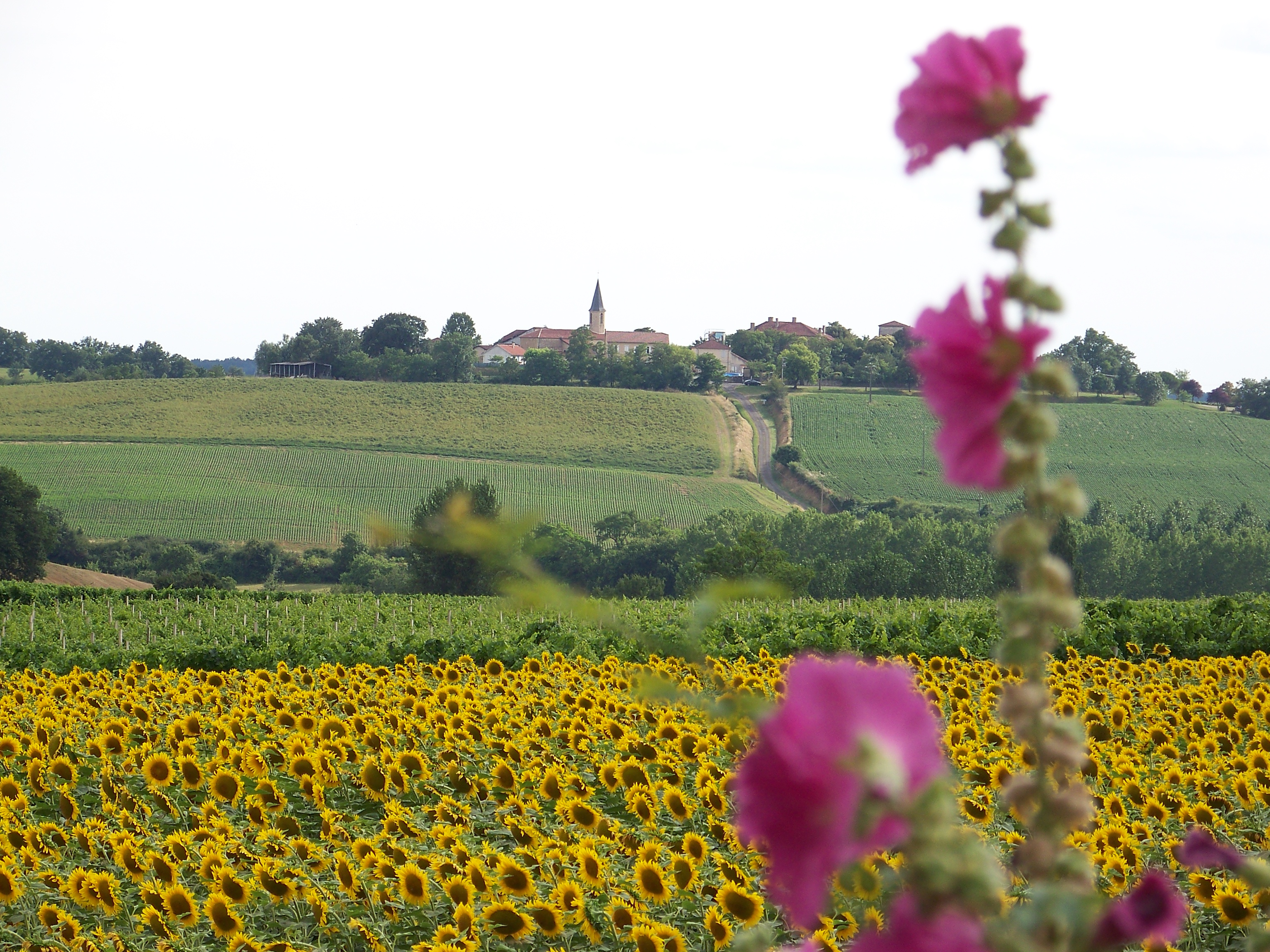
Лагролет-дю-Жер
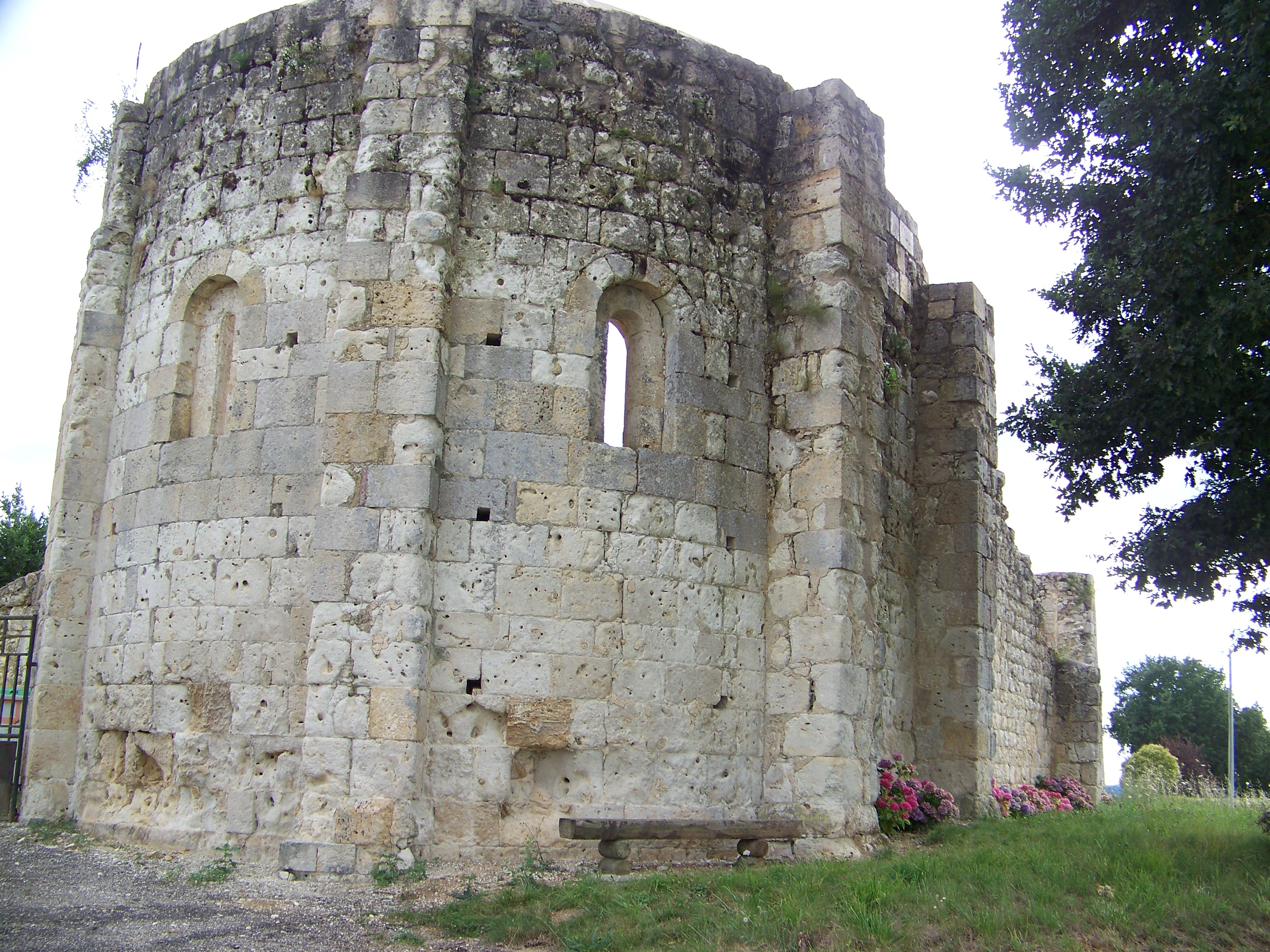
Часовня Сен-Лан
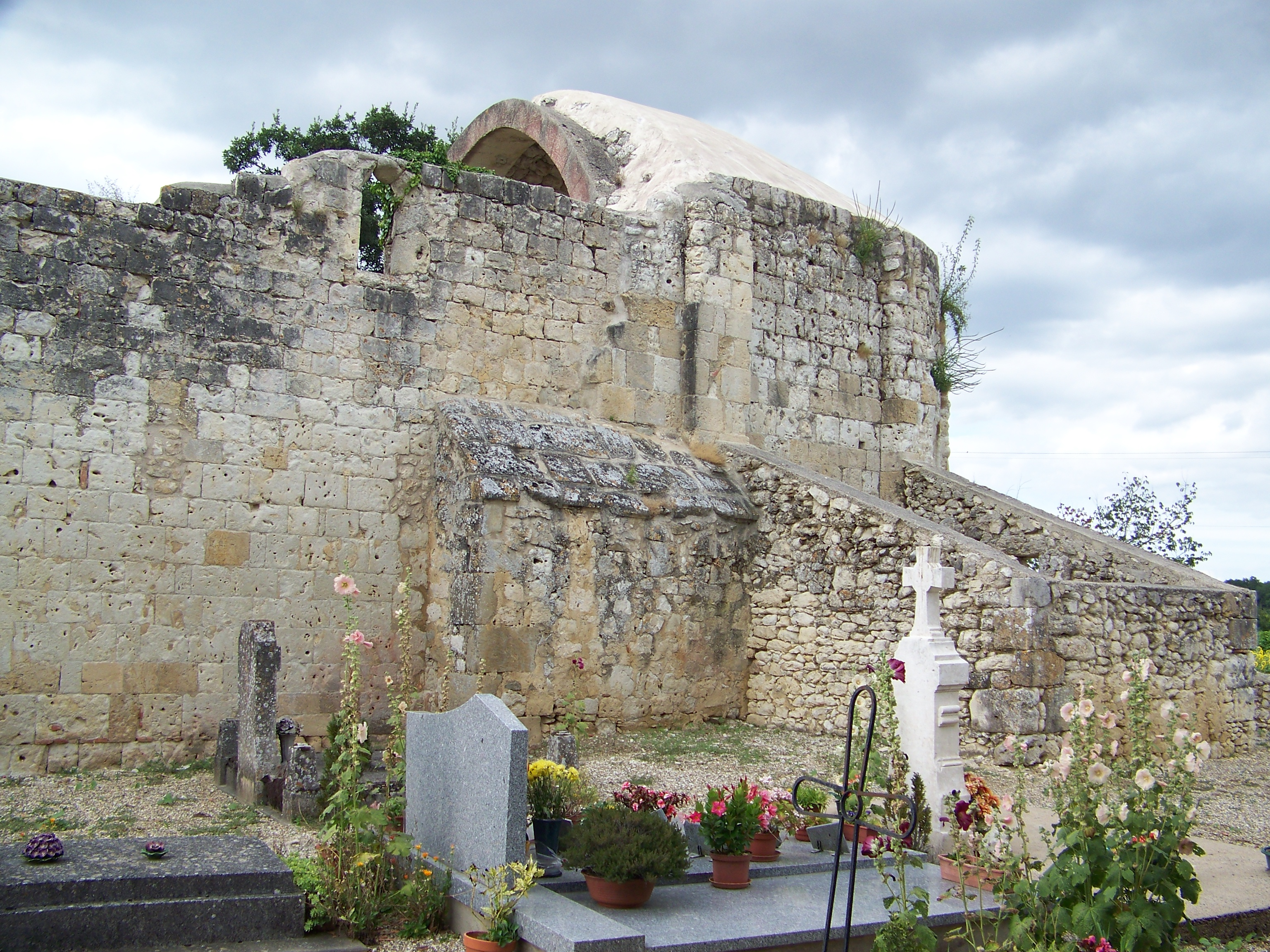
Часовня Сен-Лан
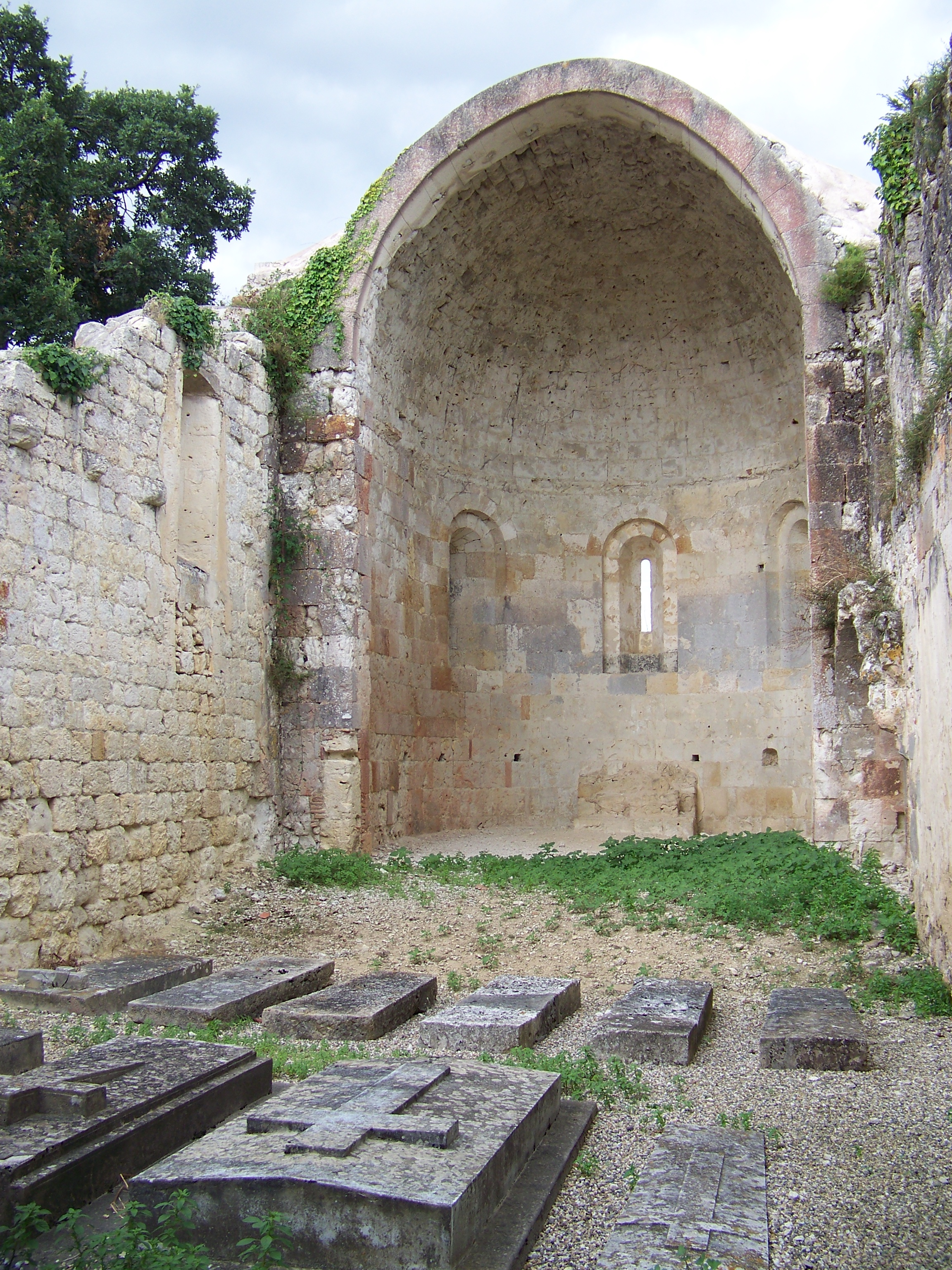
Часовня Сен-Лан
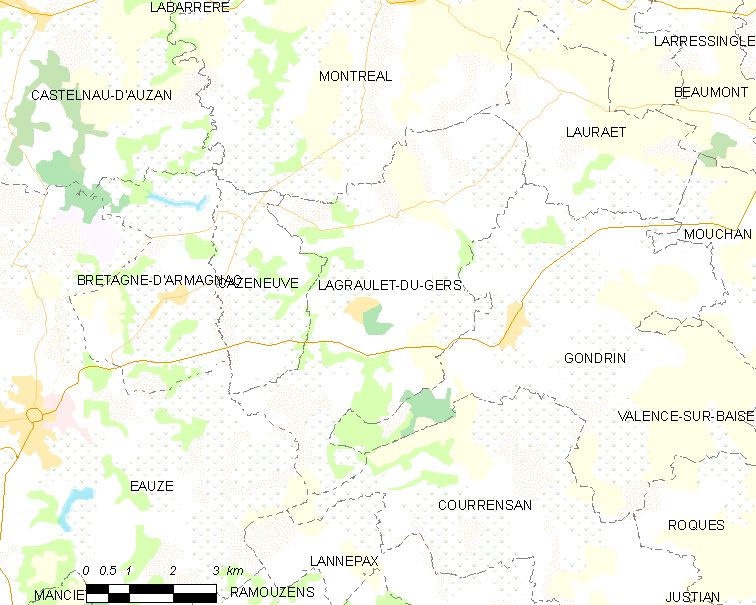
Карта коммуны